# دلتای گنگ

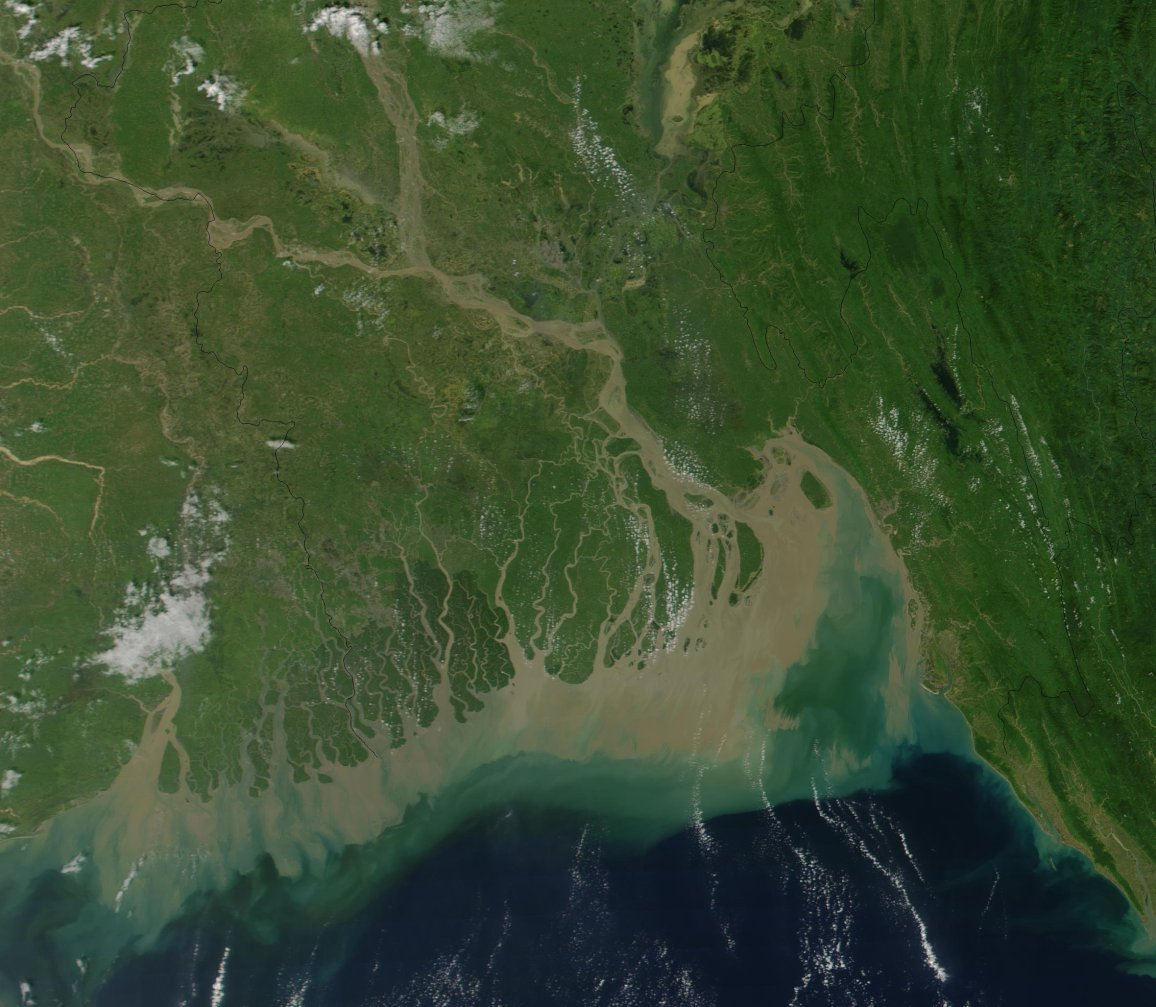
دلتای گنگ

دلتای گنگ (که به دلتای بنگال نیز شناخته می‌شود) یک دلتای رود در جنوب بنگال است که شامل نواحی از بنگلادش، بنگال غربی و هند می‌شود. این دلتا، بزرگترین دلتای جهان است و در خلیج بنگال خالی می‌شود. ناحیه این دلتا یکی از حاصل خیزترین نواحی دنیا است که به همین دلیل این دلتا نام دلتای سبز را نیز به دست آورده‌است و از رودهای براهماپوترا و گنگ تشکیل شده‌است.
این دلتا به شکل مثلث است و به عنوان یک دلتای قوس‌دار در نظر گرفته می‌شود. مساحت آن بیش از ۱۰۵٬۰۰۰ کیلومتر مربع (۴۱٬۰۰۰ مایل مربع) می‌باشد و اگر چه این دلتا بیشتر در بنگلادش و هند قرار دارد، اما رودخانه‌هایی از بوتان، تبت، هند و نپال از جانب شمال در آن تخلیه می‌شوند. تقریباً ۶۰٪ از دلتای گنگ در بنگلادش و حدود ۴۰٪ در بنگال غربی کشور هند قرار دارد. بیشتر دلتا از خاک‌های آبرفتی و ذرات رسوبی کوچک شکل گرفته‌است که در انتهای کند شدن جریان رودخانه، ته‌نشین می‌شوند. دلتای گنگ هزارتویی (لابیرنت) از کانال‌ها، باتلاق‌ها، دریاچه‌ها و دشت‌های رسوبی است. رودخانه گورای مادوماتی، دلتای گنگ را به دو قسمت تقسیم می‌کند که یکی از آنها از دیدگاه زمین‌شناسی، جوان و فعال است (دلتای شرقی) و دیگری که دلتای غربی است، قدیمی‌تر محسوب می‌شود و فعالیت کمتری دارد.
بین ۱۲۵ تا ۱۴۳ میلیون نفر بر روی این دلتا زندگی می کنند.

## نگارخانه

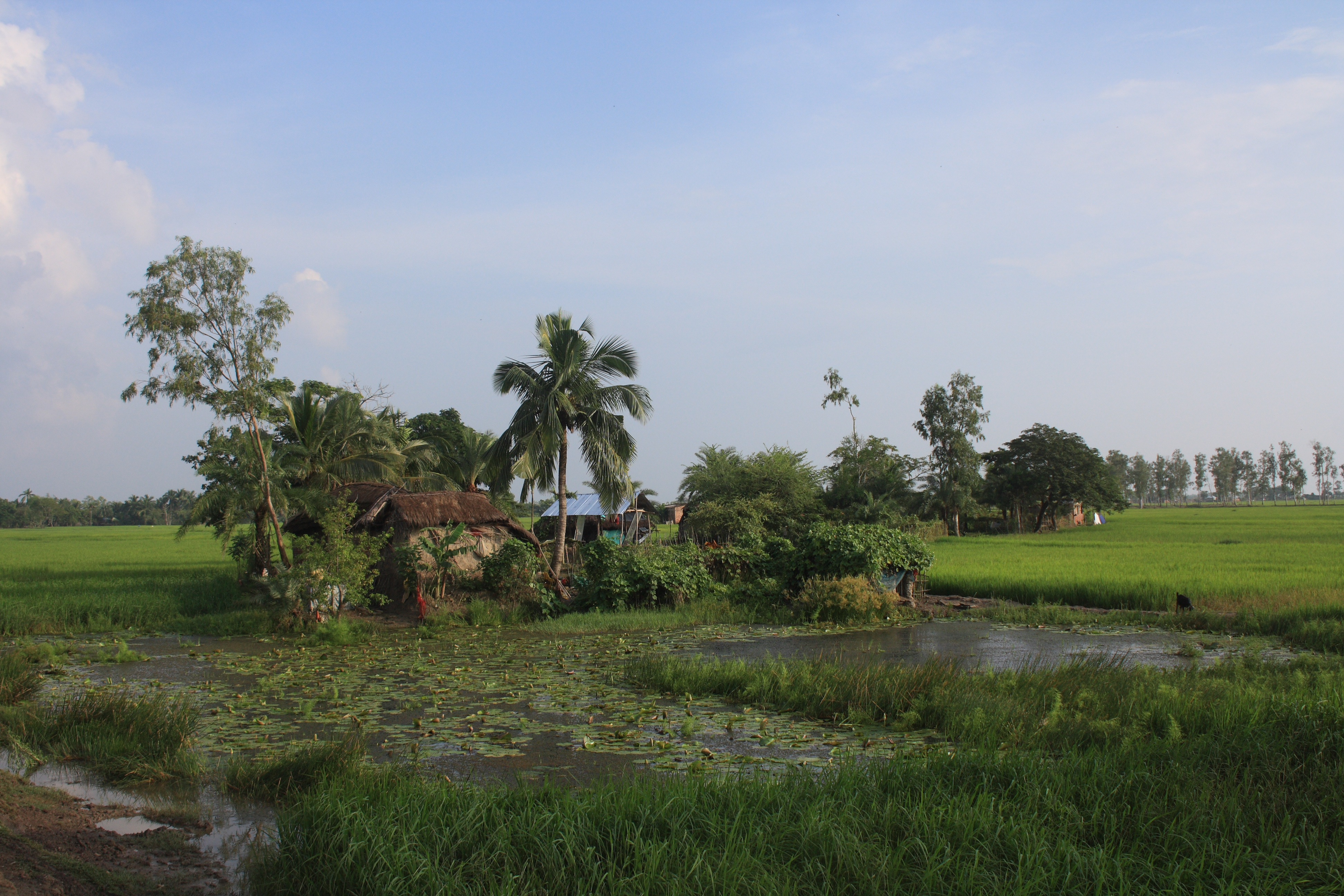
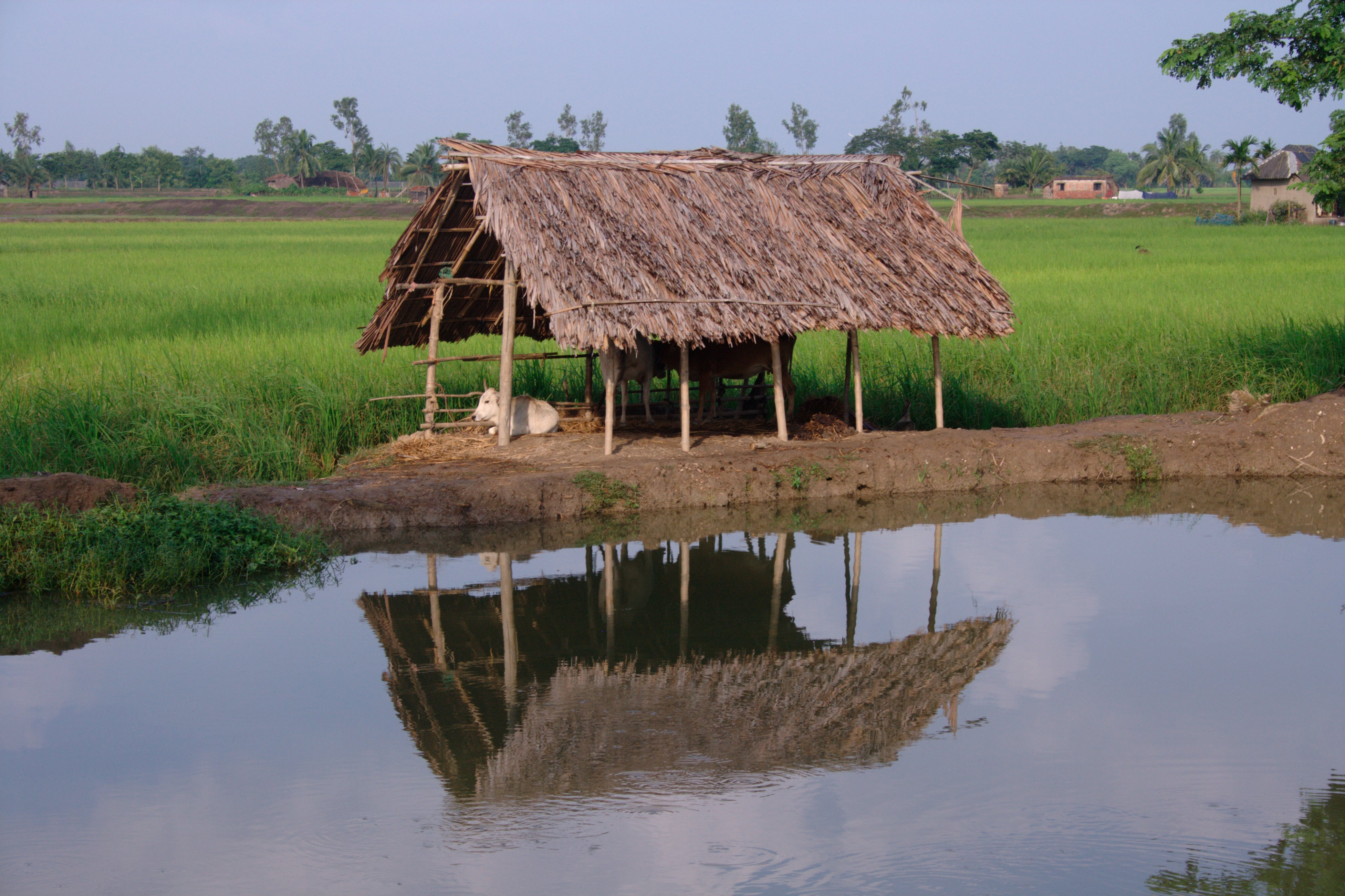
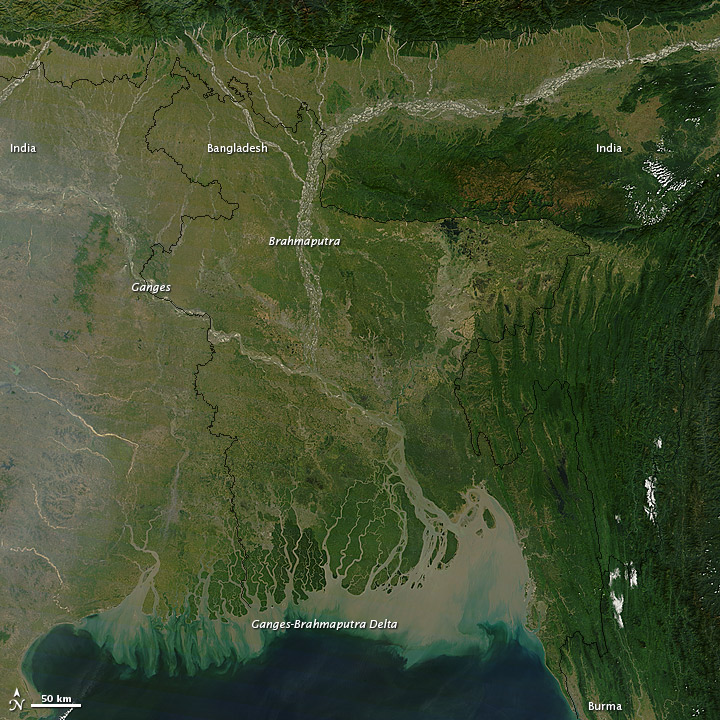
موقعیت دلتا